# Rhyacophila liedtkei
Rhyacophila liedtkei là một loài Trichoptera hóa thạch trong họ Rhyacophilidae.